# Mayasan Maru
Mayasan Maru (麻耶山丸)  foi um navio cargueiro japonês utilizado como depósito e transporte de embarcações de desembarque, e, a partir dos anos de 1943 e 1944, também utilizado largamente para transportar tropas do Exército imperial japonês.
Após escapar de vários ataques de submarinos norte-americanos, foi finalmente afundado no Mar da China Oriental pelo submarino USS Picuda, em 17 de novembro de 1944, enquanto fazia parte do Comboio Hi-81.
O naufrágio causou uma das maiores contagens de baixas marítimas da Segunda Guerra Mundial, com mais de três mil vidas perdidas.

## O Navio
Construído em 1941, nos estaleiros da Mitsui Engineering & Shipbuilding, em  Tamano (província de Okayama), possuía 139,9 metros de comprimento, 19 metros de largura, calado de 7,04 metros e 9.433 toneladas de deslocamento.
Inicialmente, havia sido projetado para ser um navio de carga do Tipo M para a Mitsui O.S.K. Linhas (Linha Mitsui). Entretanto, quando ainda estava em construção, o navio foi requisitado pela Marinha Imperial Japonesa, e convertido em um navio de transporte e depósito de embarcações de desembarque (landing craft depot ships). Ao fim da conversão, estava equipado com uma cabine de voo acima do casco, mas sem hangar. Lançado em 29 de junho de 1942, o navio foi concluído e comissionado em dezembro de 1942.
Os navios transportadores de embarcações de desembarque (depot ships) foram um tipo inovador de  navio de guerra anfíbio desenvolvido pelo Exército imperial japonês durante Segunda Guerra Mundial. O protótipo foi desenvolvido em sigilo sob os pseudônimos Ryujo Maru e Fuso Maru usando recursos posteriormente adotados por outras marinhas para os navios de desembarque. Navios adicionais foram construídos após a experiência de combate validar o conceito, mas a maioria foi concluída após as invasões do início da guerra, e usada principalmente como transporte de tropas durante operações posteriores. Os navios de assalto anfíbios de hoje têm uma forte semelhança com esse conceito.

## Serviço

### 1943
A sua primeira viagem foi de Hiroshima a Rabaul, retornando com o comboio militar B-2 em janeiro de 1943. O Mayasan Maru fez uma segunda viagem com o comboio B-2 carregando tropas da exército imperial de Pusan para Rabaul em fevereiro. Daí, então viajou para Palau em março;novamente para Rabaul em abril e para  Truk. No retorno ao Japão, conseguiu livrar-se sem danos durante um ataque ao comboio nº 4508, realizado pelo USS Plunger, entre 9 e 11 de maio de 1943; depois, completou uma viagem de ida e volta do Japão para Singapura em junho sem maiores percalços.
O navio juntou-se ao comboio 0-603 do Japão para Palau no final de agosto e ao comboio N-404 de Palau para Rabaul em setembro. Ao retornar a Palau, novamente o navio livrou-se de danos  quando o comboio O-602A foi atacado pelo USS Scamp em 18 de setembro de 1943. O Mayasan Maru  completou duas viagens de Palau ao Japão em outubro com os comboios FU-202 e FU-302 antes de ingressar no comboio SA-17 para uma viagem a Singapura em novembro. Viajou de Singapura para Pusan em dezembro; e, pela terceira vez no ano, conseguiu evitar danos quando o comboio Hi-27 foi atacado pelo USS Flying Fish, no Mar da China Meridional em 26 de dezembro de 1943.

### 1944
O Mayasan Maru retornou ao Japão com o comboio Q para embarcar o 3º Batalhão do 119º Regimento de Infantaria, juntamente com o 53º Regimento de Engenheiros, o 53º Regimento de Sinais e a sede da 53ª Divisão do exército imperial com destino a Manila com o comboio Hi-37. O navio voltou ao Japão em fevereiro de 1944 para carregar o 1º e o 2º Batalhões do 151º Regimento de Infantaria do exército imperial, bem como o 53º Regimento de Artilharia e o 53º Regimento de Reconhecimento para transporte para Singapura em abril com o comboio HI-57. Ao retornar ao Japão, livrou-se de maiores danos quando o comboio Hi-58 foi atacado pelo USS Robalo em 24 de abril de 1944.
Depois viajou do Japão para Manila em maio e voltou ao Japão em junho para carregar o 378º, 379º e 380º Batalhões de Infantaria Independentes com outros elementos da 58ª Brigada Independente Mista do exército imperial. Em 12 de julho de 1944, safou-se de mais um ataque dos submarinos americanos, desta vez, do USS Apogon e do USS Piranha, ao transportar essas tropas para as Filipinas com o comboio MOMA-01. Também escapou ileso quando o comboio de retorno Hi-68 foi atacado pelos USS Crevalle, USS Flasher e USS Angler.
O Mayasan Maru foi anexado ao Comboio Hi-71 a fim de carregar reforços da Operação Shō para as Filipinas. O comboio navegou para o Mar da China Meridional a partir da base naval de Mako na Ilha dos Pescadores em 17 de agosto e foi descoberto naquela noite pelo USS Redfish. Este, por sua vez, assinalou, através de sinais de radar,  a posição dos navios japoneses aos demais submarinos americanos na área (o USS Rasher, o USS Bluefish e o USS Spadefish) para, juntos, realizar um ataque de matilha contra o comboio, tudo isso sob condições meteorológicas de um tufão, na noite de 18 para 19 de agosto
Embora quase metade dos navios no comboio Hi-71 tivessem sido torpedeados, o  Mayasan Maru  novamente escapou ileso e retornou ao Japão com o comboio MAMO-02. Fez então mais seis viagens transportando tropas de Pusan para o Japão entre setembro e outubro.

## O afundamento
Às 8h de 14 de novembro de 1944, o Mayasan Maru, como parte do comboio Hi-81, partiu de  Imari (província de Saga) com destino às Ilhas Shushan, perto de Xangai. A bordo estavam 4387 soldados da 23.ª Divisão do Exército Imperial Japonês, incluindo o alto comando, o regimento de artilharia da divisão, a 72.ª Infantaria e os engenheiros de divisão. Também estavam a bordo 88 graduados da escola de comunicações do Exército e ainda os cadetes de escolas de tanques, artilharia pesada, artilharia de campo e artilharia antiaérea e o 24º Batalhão de Incursão no Mar com as lanchas explosivas Maru-Ni, grandes unidades não-divisórias, embarcações de desembarque e 204 cavalos.
Mais de 740 substitutos para o Exército do Sul também estavam a bordo, assim como especialistas em barcos de madeira, purificação de água, reparo de armas, manutenção de aeronaves e comunicações por fio.
Às 18h15, o USS Picuda  torpedeia o  Mayasan Maru na posição 33° 17' N 124° 41' E, o qual afunda em dois minutos e meio, levando consigo 56 tripulantes, 194 artilheiros e 3187 tropas, em um total de 3.437 homens, bem como os 204 cavalos que o navio carregava. Todos os barcos a motor explosivos Maru-ni do 24º Batalhão de Incursão no Mar também foram perdidos. Os navios de escolta resgataram cerca de 1300 homens.
Outras fontes informam 3546 vidas perdidas.